# Montagne du Larmont
« Le Larmont » redirige ici. Pour la station de sports d'hiver, voir Le Larmont (station de sports d'hiver).
 (octobre 2021).
Si vous disposez d'ouvrages ou d'articles de référence ou si vous connaissez des sites web de qualité traitant du thème abordé ici, merci de compléter l'article en donnant les références utiles à sa vérifiabilité et en les liant à la section « Notes et références ».
La montagne du Larmont est une longue crête du massif du Jura, dans la zone frontalière entre la Suisse (canton de Neuchâtel) et la France (Doubs). Elle s'étend sur une longueur d'environ 25 km et est orientée sud-ouest / nord-est selon la structure générale des plis du Jura dans cette région. La crête de la montagne du Larmont atteint une altitude de 1 150 à 1 300 m. Les deux plus hauts sommets sont le Grand Taureau (1 323 m) et le mont Châteleu (1 302 m), tous deux entièrement sur le territoire français.

## Toponymie
La crête a été mentionnée pour la première fois dans un document de 1382 sous le nom d'Armont ; à partir de 1383, le nom Larmont est déjà transmis. Il est composé d'ar (« alpe, alpage »), ou selon Jaccard d'ars (« brûlé »), et mont (« montagne »), soit « montagne de l'alpage » ou « mont brûlé ». Des variations de ce toponyme se retrouvent sur le territoire de la commune suisse de La Brévine, avec la forêt de l'Armont et le hameau de L'Harmont.

## Géographie
La montagne du Larmont est principalement couverte de forêts entrouvertes de pâturages d'altitude caractéristiques du Jura, avec de grands épicéas disposés individuellement ou en groupe. Le paysage est également marqué par la présence de fermes de montagne et laitières et de murs de pierres sèches (murgers) typiques du Jurassique supérieur pour délimiter les pâturages.

### Géologie
D'un point de vue structural et géologique, la montagne du Larmont forme un anticlinal des plis jurassiens dont la largeur atteint 4 km. Il est délimité au sud par les synclinaux du vallon des Verrières et de la vallée de La Brévine, au nord par le sillon parallèle de la vallée du Doubs s'étendant de Pontarlier à Morteau via Les Alliés. Sur le territoire suisse, l'anticlinal du Cernil, qui flanque le bassin de La Brévine côté sud, se sépare de l'anticlinal du Larmont. La limite sud-ouest de la montagne du Larmont est formée par une ligne de faille qui court de Montricher à Pontarlier. Le Doubs a créé sa vallée le long de la partie nord de cette faille transformante près de Pontarlier. Il sépare la montagne du Larmont de la montagne du Laveron. Au nord-est, la démarcation n'est pas précisément définie, elle se situe entre La Brévine et Le Cerneux-Péquignot.
Les couches de roches affleurant à la surface de la montagne du Larmont proviennent principalement de sédiments calcaires du Jurassique supérieur (Malm). Au fil du temps, le sommet de l'anticlinal du Larmont a été entamé et brisé aux points faibles par des processus d'érosion. Les ruisseaux du Théverot et des Entreportes ont créé à certains endroits de profondes vallées d'érosion. Par conséquent, des couches de marne plus douces de l'Argovien ont affleuré. La montagne du Larmont se compose ainsi d'une branche sud supérieure avec les hauteurs du Grand Taureau, de la Grosse Prise (1 258 m) et du Châteleu (1 260 m) et d'une branche nord inférieure avec le bois de la Motte (1 103 m), le Buclet (1 164 m), la côte du Cerf (1 210 m) et les rochers du Cerf (1 195 m). Entre les deux se trouve une vallée anticlinale plus ou moins prononcée, d'une largeur d'un kilomètre.

## Histoire
Sur un éperon rocheux au sud-ouest de la montagne du Larmont se dresse le château de Joux, agrandi en une importante fortification au XIXe siècle. En lien avec cette ligne de fortifications, le fort du Larmont inférieur (appelé aussi fort Mahler, 1 010 m) et le fort du Larmont supérieur (appelé aussi fort Catinat, 1 176 m) ont été construits sur le Larmont de 1844 à 1851.
La ferme de la Grange des Miroirs, sur la route du Grand Taureau, a servi de décor au film Les Granges brûlées sorti en 1973, avec Alain Delon et Simone Signoret dans les rôles principaux.

## Activités
- Une station de sports d'hiver a été développée sur les versants de la montagne.
- Le site sert d'arrivée à la course cycliste du Tour du Doubs à partir de 2023[4].
- Les itinéraires de la GTJ à pied (GR 509[5]) et ski de fond[6], ainsi qu'un sentier de découverte de la faune et le flore[7], parcourent la montagne du Larmont.